# Wyrąb drzewa
Wyrąb drzewa – przestępstwo polegające na ścięciu drzewa rosnącego w cudzym lesie w celu późniejszego przywłaszczenia go sobie. Zabranie wyrąbanego przez siebie drzewa stanowi oddzielne przestępstwo kradzieży leśnej.
Lasem jest grunt o zwartej powierzchni co najmniej 0,1 ha pokryty roślinnością leśną i przeznaczony do produkcji leśnej lub stanowiący rezerwat przyrody albo wchodzący w skład parku narodowego bądź wpisany do rejestru zabytków.
W przypadku, gdy wyrębu dokonało kilku sprawców, nawiązkę zasądza się od każdego z nich z osobna.
Jeżeli wartość wyrąbanego drzewa nie przekracza 500 złotych (w latach 2013–2018 1/4 minimalnego wynagrodzenia, natomiast do 2013 r. 75 złotych), sprawca odpowiada za wykroczenie.
Wyrąb samych gałęzi, krzewów lub pniaków (stroiszu) z cudzego lasu jest odrębnym wykroczeniem (art. 148 § 1 pkt 1 k.w.). W orzecznictwie Sądu Najwyższego wyrażono pogląd, że czyn taki jest wykroczeniem niezależnie od wartości gałęzi, pniaków itp. Jednak nauka prawa karnego w większości stoi na stanowisku, że wykroczenie z art. 148 § 1 zachodzi tylko wtedy, kiedy wartość wyrąbanych gałęzi itp. nie przekracza 500 złotych. Jeżeli jest wyższa – zachodzi przestępstwo zniszczenia mienia lub kradzieży w zależności od tego, czy sprawca tylko wyrębuje gałęzie, czy robi to po to, by je zabrać w celu przywłaszczenia.
Wyrąb drzewa we własnym lesie dokonany wbrew przepisom regulującym gospodarkę leśną również stanowi odrębny typ wykroczenia.(art. 158 K.w.)